# Shinsuke Nakamura
Shinsuke Nakamura (中邑真輔?, Nakamura Shinsuke; Mineyama, 24 febbraio 1980) è un wrestler ed ex artista marziale misto giapponese sotto contratto con la WWE.
Nakamura è principalmente ricordato per i suoi trascorsi tra il 2002 e il 2016 nella New Japan Pro-Wrestling, federazione in cui ha detenuto tre volte l'IWGP Heavyweight Championship, cinque volte l'IWGP Intercontinental Championship, una volta l'IWGP Tag Team Championship (con Hiroshi Tanahashi) e una volta l'IWGP U-30 Openweight Championship; ha inoltre vinto il G1 Climax nel 2011 e la New Japan Cup nel 2014.
Nel 2016 si è trasferito negli Stati Uniti per firmare con la WWE, dove ha conquistato due volte l'NXT Championship, tre volte lo United States Championship, due volte l'Intercontinental Championship e una volta lo SmackDown Tag Team Championship (con Cesaro); ha inoltre vinto l'edizione 2018 del Royal Rumble match, risultando essere il decimo wrestler della storia a raggiungere questo traguardo alla sua prima partecipazione. Il vincitore dell'edizione 1993 fu Yokozuna ma, nonostante egli fosse giapponese (secondo storyline), in realtà era samoano, il che rende Nakamura il primo effettivo wrestler giapponese ad aver vinto un Royal Rumble match.

## Carriera

### New Japan Pro-Wrestling (2002–2016)

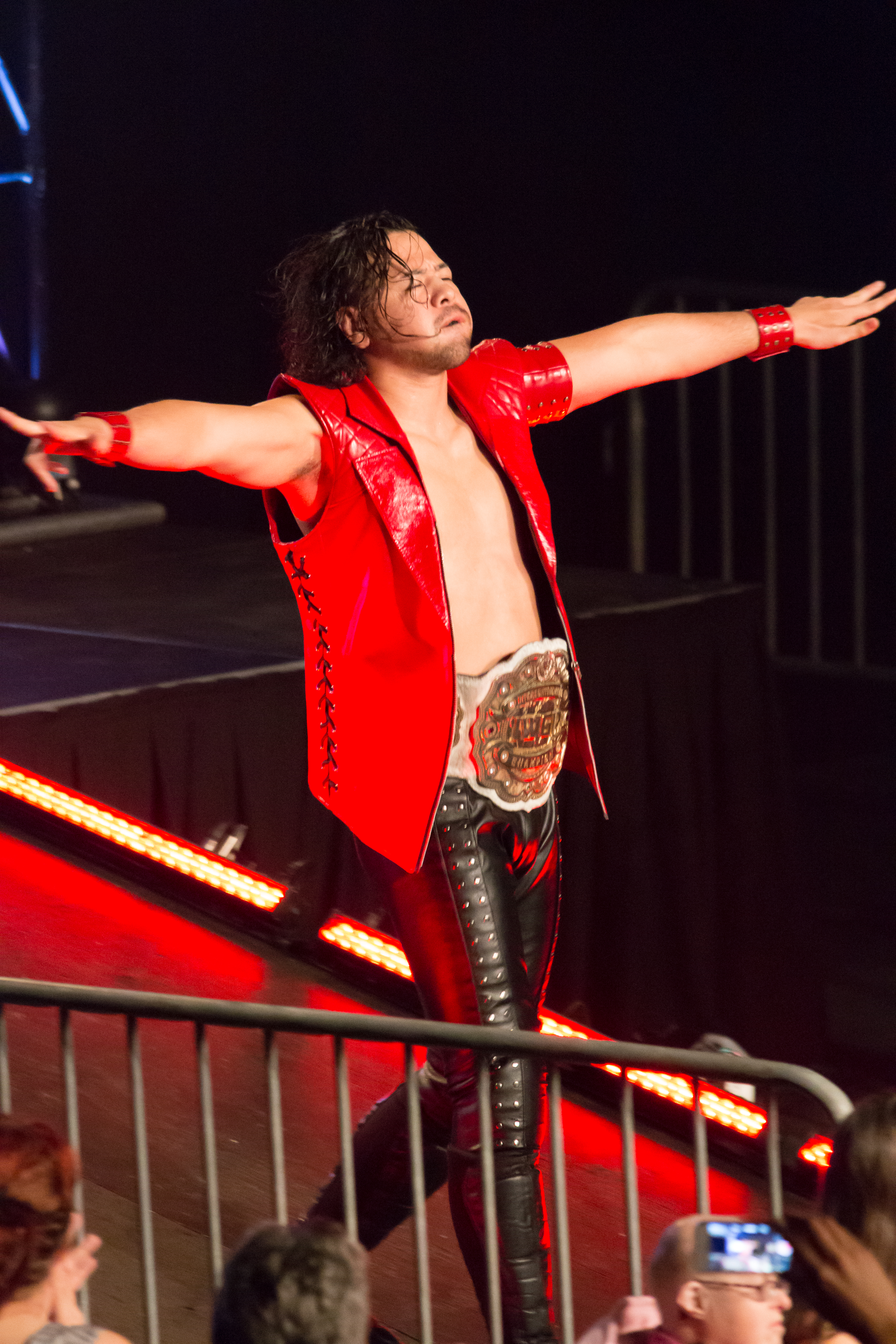
Shinsuke Nakamura nel 2014

Nakamura ha fatto il suo debutto nella New Japan Pro-Wrestling il 29 agosto 2002 iniziando subito una rapida ascesa al vertice, tant'è che era soprannominato "Super Rookie" ("la super matricola"). Il suo stile, basato principalmente sullo strong style, impressionò positivamente sia i fan sia i dirigenti della NJPW. Insieme agli altri giovani wrestler come Hiroshi Tanahashi e Katsuyori Shibata, i tre sono divenuti noti come i "nuovi tre moschettieri" (i precedenti "tre moschettieri" della federazione erano Shinya Hashimoto, Masahiro Chono e Keiji Muto).
Il 9 dicembre 2003 ha vinto l'IWGP Heavyweight Championship sconfiggendo Hiroyoshi Tenzan e diventando il più giovane detentore di tale titolo all'età di 23 anni. Sebbene sia stato costretto a rinunciare al titolo a causa di un infortunio poco meno di due mesi dopo, Nakamura lo ha unificato contro Yoshihiro Takayama (vincendo allo stesso tempo anche il NWF Heavyweight Championship) e ha successivamente vinto l'IWGP U-30 Openweight Championship contro Hiroshi Tanahashi, il suo più grande rivale, le cui due carriere si sarebbero spesso incrociate, tant'è che i due si sono affrontati in diverse occasioni, formando anche un tag team e vincendo per una volta l'IWGP Tag Team Championship.
Nel 2008 ha riconquistato l'IWGP Heavyweight Championship e ha affrontato Kurt Angle: lo ha sconfitto in un match di unificazione che vedeva in palio anche l'IWGP Third Belt Championship detenuto da Angle. Nakamura ha formato una stable nota come "Chaos", vincendo per la terza e ultima volta l'IWGP Heavyweight Championship nel 2009. Assieme allo stesso Tanahashi, Nakamura è diventato il volto simbolo della NJPW e uno dei volti più riconoscibili del puroresu in generale degli anni duemila.
Quando Kazuchika Okada ha fatto il suo ritorno alla NJPW unendosi al Chaos e sconfiggendo Tanahashi per l'IWGP Heavyweight Championship nel 2012, Nakamura si è defilato ed è stato usato per dare prestigio al nuovo IWGP Intercontinental Championship, titolo considerato al livello dell'IWGP Heavyweight Championship. Nakamura ha raggiunto tale scopo nel 2014, quando l'IWGP Intercontinental Championship è stato difeso nel main event di Wrestle Kingdom, l'evento della NJPW più importante dell'anno; più precisamente, Nakamura ha difeso il titolo contro Tanahashi a Wrestle Kingdom 8, anche se ne è uscito sconfitto.
Complessivamente Nakamura ha vinto l'IWGP Intercontinental Championship per un totale di cinque volte e lo ha detenuto per un totale di 901 giorni. Ha inoltre vinto numerosi tornei quali G1 Tag League (2006) con Masahiro Chono, il G1 Climax (2011), la New Japan Cup (2014) e altri ancora, tra cui il Teisen Hall Cup Six Man Tag Team Tournament (2003) con Hiro Saito e Tatsutoshi Goto, lo Yuko Six Man Tag Team Tournament (2004) con Blue Wolf e Katsuhiko Nakajima, lo 10.000.000 Yin Tag Tournament (2004) con Hiroyoshi Tenzan e il National District Tournament (2006) con Koji Kanemoto. La NJPW lo ha premiato con il New Wave Award (2003), la Tag Team Best Bout (2004), il Technique Award (2004) e l'Heavyweight Tag MVP Award (2005) con Hiroshi Tanahashi.
Dopo aver difeso con successo l'IWGP Intercontinental Championship contro A.J. Styles il 4 gennaio 2016 a Wrestle Kingdom 10, è stato riportato che Nakamura aveva avvisato la NJPW che stava lasciando la federazione. Nakamura è comunque rimasto sotto contratto con la NJPW e ha rispettato gli ultimi impegni con la federazione. Il 12 gennaio la NJPW ha confermato l'imminente abbandono di Nakamura, privandolo pertanto dell'IWGP Intercontinental Championship. Nakamura ha riconsegnato il titolo il 25 gennaio, sancendo ufficialmente la fine del suo quinto regno come campione. Nakamura ha lottato il suo ultimo match con la NJPW il 30 gennaio, quando lui, Kazuchika Okada e Tomohiro Ishii hanno sconfitto Hirooki Goto, Hiroshi Tanahashi e Katsuyori Shibata.

### WWE (2016–presente)

#### NXT(2016–2017)

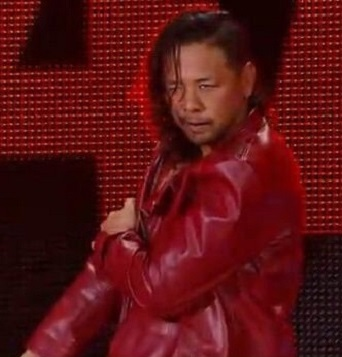
Shinsuke Nakamura nel 2017

Il 6 gennaio 2016 Nakamura confermò in un'intervista al Tokyo Sports che avrebbe lasciato la New Japan Pro-Wrestling alla fine del mese per andare in WWE, che pubblicò un articolo in cui parlava delle voci che vedevano Nakamura e altri wrestler della NJPW in procinto di arrivare alla WWE. Il 27 gennaio 2016 la WWE pubblicò, sul proprio sito ufficiale, un articolo in cui confermava l'arrivo di Nakamura, che si sarebbe trasferito a NXT e che avrebbe fatto il suo debutto in un single contro Sami Zayn il 1º aprile a NXT TakeOver: Dallas. Il 31 gennaio venne confermato che Nakamura aveva concluso i suoi impegni con la NJPW e che sarebbe arrivato al Performance Center per allenarsi e per questioni logistiche riguardanti il suo arrivo in WWE, mentre il 2 febbraio andò a Pittsburgh per sottoporsi alle visite mediche. Il 22 febbraio la WWE tenne una conferenza stampa a Tokyo in cui annunciava ufficialmente che Nakamura sarebbe approdato a NXT. Nakamura debuttò appunto il 1º aprile sconfiggendo Zayn ad NXT TakeOver: Dallas. Fece poi il suo debutto televisivo nella puntata di NXT del 13 aprile sconfiggendo Tye Dillinger. Nella puntata di NXT del 25 maggio Nakamura fece coppia con Austin Aries nell'affrontare Blake e Murphy; durante il match, il giapponese si rifiutò di dare il cambio ad Aries, andando a chiudere il match con il suo Kinshasa. La settimana successiva il General Manager di NXT William Regal annunciò un match proprio tra Aries e Nakamura per NXT TakeOver: The End, dove Nakamura trionfò.
Il 20 agosto, a NXT TakeOver: Brooklyn II, Nakamura sconfisse Samoa Joe conquistando l'NXT Championship per la prima volta. Il 19 novembre, Nakamura perse la cintura contro Joe a NXT TakeOver: Toronto, ma riuscì a riconquistarla battendo lo stesso Joe in un live event svoltosi il 3 dicembre ad Osaka. Successivamente Nakamura difese con successo il titolo contro Joe in uno Steel Cage match durante un evento dal vivo a Melbourne. Il 28 gennaio 2017, a NXT TakeOver: San Antonio, Nakamura perse l'NXT Championship contro Bobby Roode dopo 56 giorni di regno. Dopo un periodo di assenza, il 1º aprile, a NXT TakeOver: Orlando Nakamura affrontò Roode nella rivincita per il titolo di NXT ma venne battuto.

#### Roster principale e opportunità titolate (2017–2018)
Nakamura fece la sua prima apparizione nel roster principale nella puntata di SmackDown del 4 aprile 2017, dove'è apparso alla fine del segmento di The Miz e sua moglie Maryse. Nella successiva puntata di SmackDown dell'11 aprile Nakamura ebbe un confronto verbale con Dolph Ziggler. Il 21 maggio, a Backlash, Nakamura fece il suo esordio in pay-per-view sconfiggendo Ziggler. Nella puntata di SmackDown del 23 maggio Nakamura fece il suo debutto ufficiale nello show blu sconfiggendo, assieme ad AJ Styles, Ziggler e Kevin Owens. Il 18 giugno, a Money in the Bank, Nakamura partecipò all'omonimo Ladder match assieme a AJ Styles, Baron Corbin, Dolph Ziggler e Sami Zayn ma il match venne vinto da Corbin. Il 23 luglio, a Battleground, Nakamura sconfisse Baron Corbin per squalifica a causa di un colpo basso. Nella puntata di SmackDown del 1º agosto Nakamura sconfisse John Cena, diventando il contendente n°1 al WWE Championship di Jinder Mahal per SummerSlam. Il 20 agosto, a SummerSlam, Nakamura affrontò Mahal per il WWE Championship ma venne sconfitto, fallendo l'assalto al titolo e subendo la prima sconfitta per schienamento nel roster principale. Nella puntata di SmackDown del 5 settembre Nakamura sconfisse Randy Orton, difendendo dunque il suo status di contendente n°1 al WWE Championship. L'8 ottobre, a Hell in a Cell, Nakamura tentò nuovamente l'assalto al WWE Championship di Mahal ma venne sconfitto. Nella puntata di SmackDown del 31 ottobre Nakamura sconfisse Kevin Owens, conquistando così un posto nel Team SmackDown per Survivor Series. Il 19 novembre, a Survivor Series, Nakamura prese parte al 5-on-5 Traditional Survivor Series Elimination match contro il Team Raw ma venne eliminato da Braun Strowman; alla fine, il Team Raw vinse la contesa. Il 17 dicembre, a Clash of Champions, Nakamura e Randy Orton vennero sconfitti da Kevin Owens e Sami Zayn in un match arbitrato dal General Manager di SmackDown Daniel Bryan e il Commissioner Shane McMahon.
Il 28 gennaio a Royal Rumble, Nakamura fece il suo ingresso nel match omonimo col numero 14 e vinse la contesa eliminando per ultimo Roman Reigns. Il giapponese, poi, scelse di affrontare AJ Styles per il WWE Championship a WrestleMania 34, memore dei trascorsi con lo stesso Styles nella New Japan Pro-Wrestling. L'11 marzo, a Fastlane, Nakamura sconfisse Rusev. L'8 aprile, a WrestleMania 34, Nakamura affrontò poi Styles per il WWE Championship ma venne sconfitto; al termine del match Nakamura attaccò Styles con un colpo a tradimento nelle parti basse, effettuando un turn-heel. Il 27 aprile, a Greatest Royal Rumble, Nakamura affrontò di nuovo Styles per il titolo WWE ma il match terminò in doppio count-out. Il 6 maggio, a Backlash, il No Disqualification match fra Nakamura e Styles per il WWE Championship terminò in no-contest. Nella puntata di SmackDown del 15 maggio Nakamura sconfisse Styles in un match non titolato (in tal modo Nakamura ebbe il diritto di scegliere la stipulazione del match con in palio il WWE Championship a Money in the Bank). Il 17 giugno, a Money in the Bank, l'incontro risolutore tra Nakamura e Styles fu un Last Man Standing match per il titolo WWE ma esso si concluse con la vittoria di Styles, che terminò così la faida con Nakamura.

#### United States Champion (2018–2019)
Il 15 luglio, a Extreme Rules, Nakamura sconfisse Jeff Hardy in sei secondi (grazie anche ad un colpo nelle parti basse non visto dall'arbitro) conquistando così lo United States Championship per la prima volta. Nella puntata di SmackDown del 17 luglio Nakamura difese con successo il titolo contro Hardy nella rivincita per squalifica a causa dell'intervento di Randy Orton (ai danni di Jeff). Il 19 agosto, a SummerSlam, Nakamura mantenne la cintura contro Jeff sconfiggendolo nettamente. Nella puntata di SmackDown del 18 settembre Nakamura difese con successo il titolo contro Rusev. Nella puntata speciale SmackDown 1000 del 16 ottobre Nakamura venne sconfitto dal rientrante Rey Mysterio in un match non titolato. Il 2 novembre, nel Kickoff di Crown Jewel, Nakamura difese nuovamente con successo il titolo contro Rusev. Il 18 novembre, a Survivor Series, Nakamura venne sconfitto dall'Intercontinental Champion Seth Rollins. Nella puntata di SmackDown del 18 dicembre (andata in onda il 25 dicembre) Nakamura perse poi il titolo contro Rusev dopo 156 giorni di regno. Il 27 gennaio, nel Kickoff della Royal Rumble, Nakamura trionfò su Rusev riconquistando la cintura statunitense; più tardi, nella serata, Nakamura partecipò al Royal Rumble match entrando col numero 3 ma venne eliminato da Mustafa Ali. Due giorni dopo, a SmackDown, Nakamura perse il titolo contro R-Truth.

#### Intercontinental Champion (2019–2020)
Nella puntata di SmackDown del 5 febbraio 2019 Nakamura si alleò con il suo ex-rivale Rusev e i due sconfissero Luke Gallows e Karl Anderson. Il 10 marzo, nel Kickoff di Fastlane, Nakamura e Rusev vennero sconfitti dal New Day (Big E e Xavier Woods). Il 7 aprile, a WrestleMania 35, Nakamura e Rusev parteciparono ad un Fatal 4-Way Tag Team match per lo SmackDown Tag Team Championship che comprendeva anche i campioni, gli Usos, Aleister Black e Ricochet e Cesaro e Sheamus ma il match venne vinto dagli stessi Usos. Il 7 giugno, a Super ShowDown, Nakamura prese parte alla 51-man Battle Royal ma venne eliminato. Conclusa la sua alleanza con Rusev, nella puntata di SmackDown del 9 luglio Nakamura tornò in azione sconfiggendo l'Intercontinental Champion Finn Bálor in un match non titolato. Il 14 luglio, nel Kickoff di Extreme Rules, Nakamura trionfò su Bálor conquistando l'Intercontinental Championship per la prima volta (risultando il primo wrestler giapponese a vincere tale riconoscimento). Nella puntata di SmackDown del 3 settembre Nakamura, affiancato da Sami Zayn come manager, sconfisse facilmente il jobber Andrew Howard. Il 15 settembre, a Clash of Champions, Nakamura difese con successo il titolo contro The Miz. Nella puntata di Raw del 23 settembre Nakamura partecipò ad un Fatal 5-Way Elimination match per determinare il contendente n°1 all'Universal Championship di Seth Rollins ma venne eliminato da AJ Styles. Nella puntata di SmackDown del 18 ottobre Nakamura difese il titolo contro Roman Reigns nonostante avesse perso per squalifica a causa dell'intervento di King Corbin. Il 31 ottobre, a Crown Jewel, Nakamura, Bobby Lashley, Drew McIntyre, King Corbin e Randy Orton vennero sconfitti da Ali, Ricochet, Roman Reigns, Rusev e Shorty G. Il 24 novembre, a Survivor Series, Nakamura partecipò ad un Triple Threat match che comprendeva anche lo United States Champion AJ Styles e l'NXT North American Champion Roderick Strong ma l'incontro venne vinto da quest'ultimo. Nella puntata di SmackDown del 29 novembre Nakamura e Cesaro affrontarono il New Day (Big E e Kofi Kingston) per lo SmackDown Tag Team Championship ma vennero sconfitti. Il 26 gennaio a Royal Rumble, Nakamura partecipò al match omonimo entrando col numero 11 ma venne eliminato dal WWE Champion Brock Lesnar. Nella puntata di SmackDown del 31 gennaio Nakamura perse il titolo contro Braun Strowman dopo 201 giorni di regno. L'8 marzo, ad Elimination Chamber, Nakamura, Cesaro e Sami Zayn sconfissero Braun Strowman in un 3-on-1 Handicap match per l'Intercontinental Championship, titolo che poi venne vinto da Zayn. In seguito a problemi di viaggio dovuti alla pandemia di COVID-19, Zayn dovette rendere vacante la cintura intercontinentale dopo la difesa contro Daniel Bryan nella prima serata di WrestleMania 36, e di conseguenza Nakamura e Cesaro rimasero da soli.

#### Alleanza con Cesaro (2020–2021)
Dopo aver terminato bruscamente l'alleanza con Sami Zayn, Nakamura rimase nella divisione di coppia assieme a Cesaro. Nella puntata di SmackDown del 22 maggio Nakamura venne sconfitto da AJ Styles nei quarti di finale del torneo per la riassegnazione del vacante Intercontinental Championship. Nella puntata di SmackDown del 29 maggio Nakamura partecipò ad una 10-man Battle Royal per ottenere il posto vacante nelle semifinali del torneo per il vacante Intercontinental Championship ma venne eliminato da Shorty G. Nella puntata di SmackDown del 10 luglio Nakamura e Cesaro affrontarono il New Day (Big E e Kofi Kingston) per lo SmackDown Tag Team Championship ma il match terminò in no-contest. Il 19 luglio, a The Horror Show at Extreme Rules, Nakamura e Cesaro trionfarono su Big E e Kingston in un Tables match conquistando lo SmackDown Tag Team Championship per la prima volta. Nella puntata di SmackDown del 21 agosto Nakamura e Cesaro difesero con successo i titoli contro i Lucha House Party (Gran Metalik e Lince Dorado). Nella puntata di SmackDown del 28 agosto Nakamura rispose alla open challenge di Jeff Hardy per l'Intercontinental Championship ma venne sconfitto. Il 27 settembre, nel Kickoff di Clash of Champions, Cesaro e Nakamura difesero nuovamente i titoli contro i Lucha House Party (Kalisto e Lince Dorado). Nella puntata di SmackDown del 9 ottobre Cesaro e Nakamura persero i titoli contro il New Day (Kofi Kingston e Xavier Woods) dopo 82 giorni di regno. Il 22 novembre, nel Kickoff di Survivor Series, Nakamura partecipò ad una Battle Royal tra Raw e SmackDown ma venne eliminato da Jeff Hardy. Il 20 dicembre, nel Kickoff di TLC: Tables, Ladders & Chairs, Nakamura, Cesaro, King Corbin e Sami Zayn persero contro Big E, Chad Gable, Daniel Bryan e Otis. In seguito, l'alleanza con Cesaro si dissolse dopo il turn face di Nakamura.

#### Alleanza con Rick Boogs (2021–2022)
Nella puntata di SmackDown dell'8 gennaio 2021 Nakamura partecipò ad un Gauntlet match per determinare il contendente n°1 all'Universal Championship ma, dopo aver eliminato Rey Mysterio, King Corbin e Daniel Bryan, venne eliminato per ultimo da Adam Pearce (uno dei dirigenti della WWE) dopo essere stato brutalmente attaccato da Jey Uso e Roman Reigns (che avevano costretto Pearce a lottare per loro). Nella puntata di SmackDown del 15 gennaio Nakamura, dopo aver effettuato un turn face, sconfisse Jey Uso. Il 31 gennaio a Royal Rumble, Nakamura partecipò all'omonimo incontro entrando col numero 7 ma venne eliminato da King Corbin. Nella puntata di SmackDown del 12 febbraio Nakamura affrontò Big E per l'Intercontinental Championship ma venne sconfitto per squalifica a causa dell'intervento di Apollo Crews. Il 21 marzo, a Fastlane, Nakamura venne sconfitto da Seth Rollins. Nella puntata di SmackDown del 9 aprile Nakamura prese parte all'André the Giant Memorial Battle Royal ma venne eliminato per ultimo da Jey Uso. In seguito, dal 21 maggio Nakamura si alleò con il debuttante Rick Boogs, il quale lo accompagnò sempre durante gli incontri. Nella puntata di SmackDown del 18 giugno sconfisse King Corbin conquistando la sua corona di King of the Ring. Il 9 luglio, a SmackDown, Nakamura sconfisse Baron Corbin qualificandosi per il Money in the Bank Ladder match. Il 18 luglio, a Money in the Bank, partecipò all'omonimo incontro che comprendeva anche Big E, Drew McIntyre, John Morrison, Kevin Owens, Ricochet, Riddle e Seth Rollins ma il match venne vinto da Big E. Il 13 agosto, a SmackDown, Nakamura conquistò l'Intercontinental Championship per la seconda volta sconfiggendo Apollo Crews. Nella puntata di SmackDown del 24 settembre Nakamura conservò la cintura intercontinentale nella rivincita contro Crews. L'8 ottobre Nakamura rinunciò alla corona, visto l'imminente torneo del King of the Ring, riacquisendo il suo vecchio ring name. Il 21 novembre, nel Kickoff di Survivor Series, Nakamura sconfisse lo United States Champion Damian Priest per squalifica. Il 29 gennaio a Royal Rumble, Nakamura partecipò al match omonimo entrando col numero 2 ma venne eliminato da AJ Styles. Nella puntata di SmackDown dell'11 febbraio (andata in onda il 18 febbraio 2022) Nakamura perse il titolo intercontinentale contro Sami Zayn dopo 182 giorni di regno. Il 2 aprile, nella prima serata di WrestleMania 38, Nakamura e Boogs affrontarono gli Usos per lo SmackDown Tag Team Championship ma vennero sconfitti. Tuttavia, durante l'incontro, Boogs si infortunò costringendo Nakamura a restare in singolo.

#### Ritorno alla competizione singola (2022–presente)
Successivamente, Nakamura e Riddle tentarono l'assalto all'Undisputed WWE Tag Team Championship degli Usos nella puntata di SmackDown del 3 giugno ma, durante l'incontro, Nakamura venne infortunato (kayfabe) lasciando il solo Riddle nella contesa che venne di conseguenza persa. Nella puntata di SmackDown del 12 agosto affrontò Gunther per l'Intercontinental Championship ma venne sconfitto.
Il 30 ottobre 2022 venne annunciato che Nakamura (mentre era sotto contratto con la WWE) avrebbe affrontato The Great Muta all'evento NOAH The New Year 2023 della Pro Wrestling Noah il 1º gennaio 2023, in cui Nakamura prevalse.
Il 28 aprile 2023, per effetto del Draft, passò al roster di Raw.
Il debutto di Nakamura a Raw avvenne l'8 maggio, quando prese parte ad un triple threat match insieme a Damian Priest e Seth Rollins valevole per le semifinali per il World Heavyweight Championship, ma il match venne vinto da Rollins. Tre settimane dopo, a Raw, sconfisse Bronson Reed qualificandosi per il Money in the Bank Ladder match, ma all'evento, svoltosi il 1º luglio, il match venne vinto da Priest.
Nell'episodio del 7 agosto di Raw, Seth Rollins accettò l'offerta di Nakamura di far parte della sua squadra per un tag team match a sei uomini che si svolse nel main event della puntata. La loro squadra vinse, ma durante i festeggiamenti Nakamura attaccò Rollins con una Kinshasa. La settimana successiva, dichiarò di volere il World Heavyweight Championship, chiamando Rollins a comparire sul ring e quest'ultimo gli rispose che lo avrebbe affrontanto in qualunque momento. Salito sul ring i due si strinsero la mano, ma Nakamura lo colpì a tradimento ancora una volta con la Kinshasa. Nell'episodio successivo, fu sancito il match titolato per Payback. I due si affrontarono il 2 settembre nel main event di Payback in un match che vide vincitore Rollins. Nella rivincita, svoltasi il 7 ottobre, a Fastlane, venne nuovamente sconfitto da Rollins in un last man standing match.
Ebbe anche una breve faida con Cody Rhodes, uscendone sconfitto l'8 gennaio a Raw in uno street fight. Il 27 gennaio a Royal Rumble, partecipò all'omonimo incontro entrando col numero 6 ma venne eliminato da Rhodes. Nella puntata di Raw del 5 febbraio i due si sfidarono in un bull rope match con ancora la vittoria di Cody.
Con il Draft del 2024, Nakamura passò a SmackDown.  Dopo un periodo di pausa tornò in azione il 15 novembre attaccando LA Knight. A Survivor Series: WarGames sconfiggendo LA Knight conquista lo United States Championship, per il King of Strong Style è la terza vittoria del titolo a stelle e strisce. Il 7 marzo, durante una puntata dello show blu Nakamura perse il titolo dopo 97 giorni contro LA Knight.

## Carriera nelle arti marziali miste
In totale Nakamura ha combattuto cinque match nelle arti marziali miste, di cui due con la federazione giapponese della K-1 (entrambi contro il bielorusso Alexey Ignashov): il primo, disputato il 31 dicembre 2003 a Nagoya, è terminato in un no-contest, mentre il secondo, tenutosi il 22 maggio 2004 a Saitama, lo ha visto uscire vittorioso per sottomissione al minuto 1:51 del secondo round. La sua unica sconfitta è arrivata il 31 dicembre 2002, a Saitama, in un incontro con il brasiliano Daniel Grace.
| Risultato  | Record  | Avversario      | Metodo                           | Evento                      | Data              | Round | Tempo | Città             | Note |
| ---------- | ------- | --------------- | -------------------------------- | --------------------------- | ----------------- | ----- | ----- | ----------------- | ---- |
| Vittoria   | 3–1 (1) | Alexey Ignashov | Sottomissione (forearm choke)    | K-1 MMA ROMANEX             | 22 maggio 2004    | 2     | 1:51  | Saitama, Giappone |      |
| No contest | 2–1 (1) | Alexey Ignashov | No contest                       | K-1 PREMIUM 2003 Dynamite!! | 31 dicembre 2003  | 3     | 1:19  | Nagoya, Giappone  |      |
| Vittoria   | 2–1     | Shane Ether     | Sottomissione (keylock)          | Jungle Fight 1              | 13 settembre 2003 | 1     | 4:29  | Manaus, Brasile   |      |
| Vittoria   | 1–1     | Jan Nortje      | Sottomissione (guillotine choke) | NJPW - Ultimate Crush       | 2 maggio 2003     | 2     | 3:12  | Tokyo, Giappone   |      |
| Sconfitta  | 0–1     | Daniel Grace    | Sottomissione (armlock)          | Inoki Bom-Ba-Ye 2002        | 31 dicembre 2002  | 2     | 2:14  | Saitama, Giappone |      |

## Vita privata
Dal 1º settembre 2007 Nakamura è sposato con la presentatrice giapponese Harumi Maekawa.

## Altri media
Il 21 novembre 2013 Nakamura è apparso, insieme a Kazuchika Okada, nella versione giapponese del video musicale della canzone Happy di Pharrell Williams.
Il 27 maggio 2014 ha pubblicato la sua prima autobiografia, intitolata King of Strong Style 1980–2004.

## Personaggio

### Mosse finali

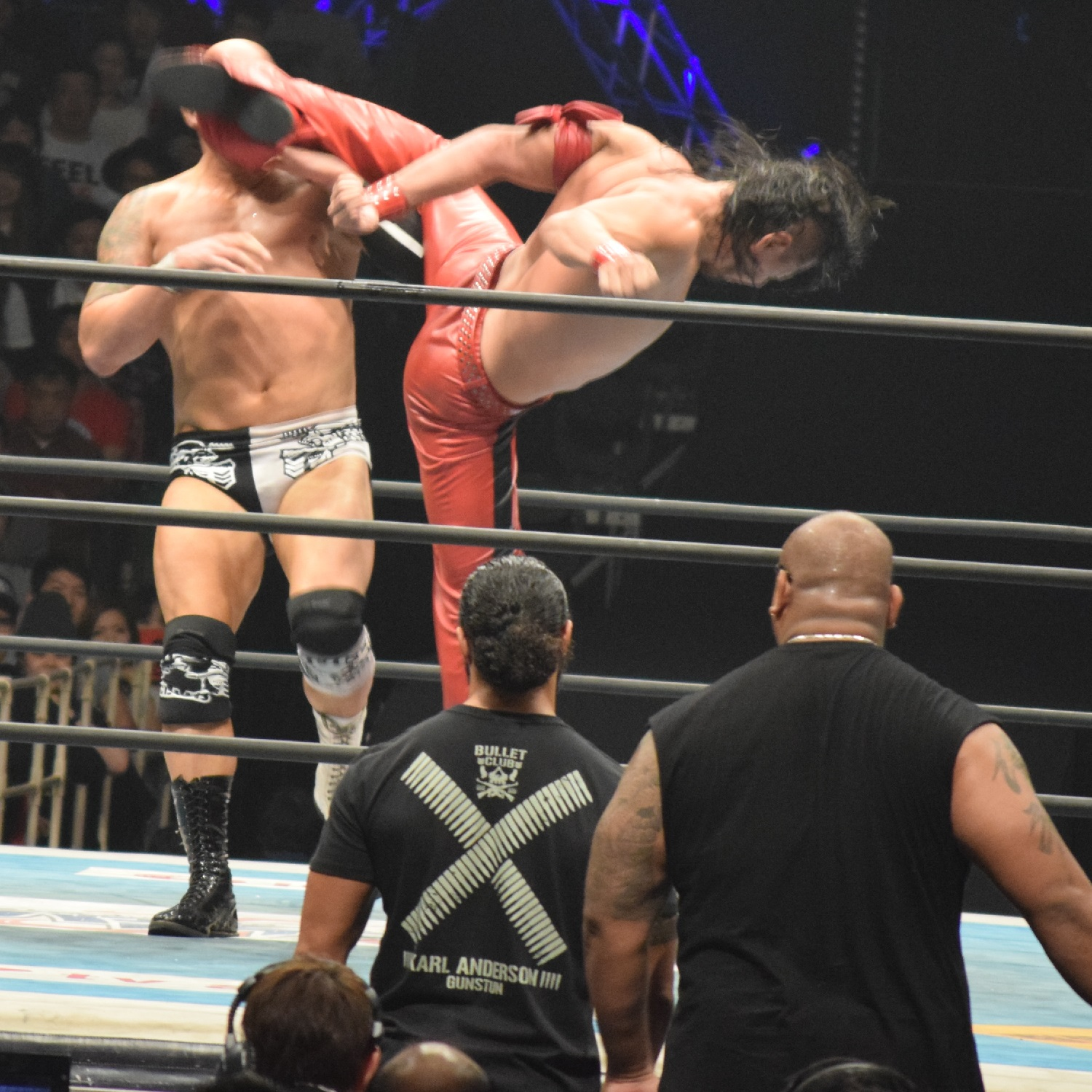
Shinsuke Nakamura mentre esegue il Bomaye su Karl Anderson

- Bomaye (NJPW) / Kinshasa (WWE) (Knee strike alla testa di un avversario inginocchiato)[1]
- Cross armbar[57] – 2002–2016
- Landslide (Samoan driver)[4]

### Soprannomi
- "The Artist Known as"
- "The Black Savior"[5]
- "The Child of God"[5]
- "El Samurai de NJPW"[58]
- "The King"
- "The King of Strong Style"[59]
- "The Rockstar"
- "The Supernova"[5]

## Titoli e riconoscimenti
- The Baltimore Sun

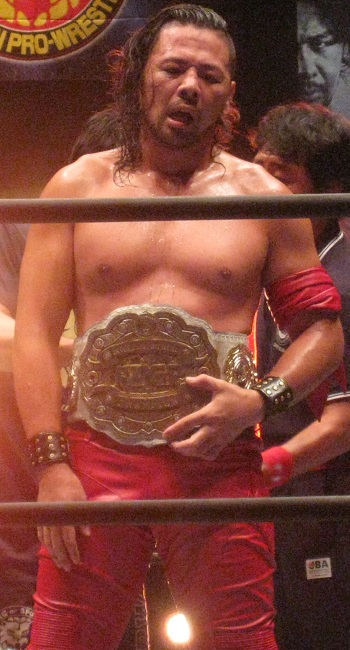
Nakamura con l'IWGP Intercontinental Championship, titolo che ha detenuto cinque volte

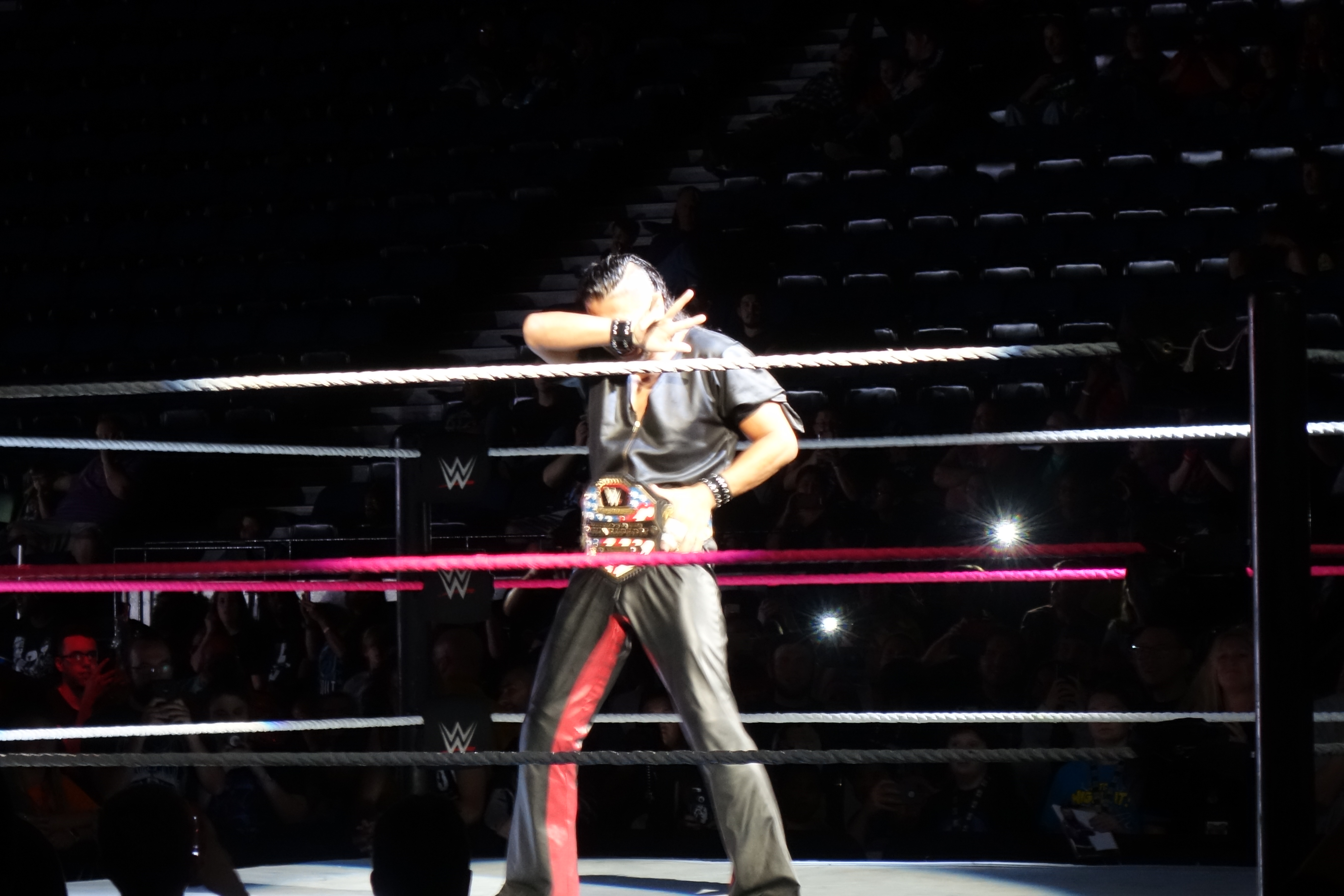
Nakamura con lo United States Championship, titolo che ha detenuto tre volte

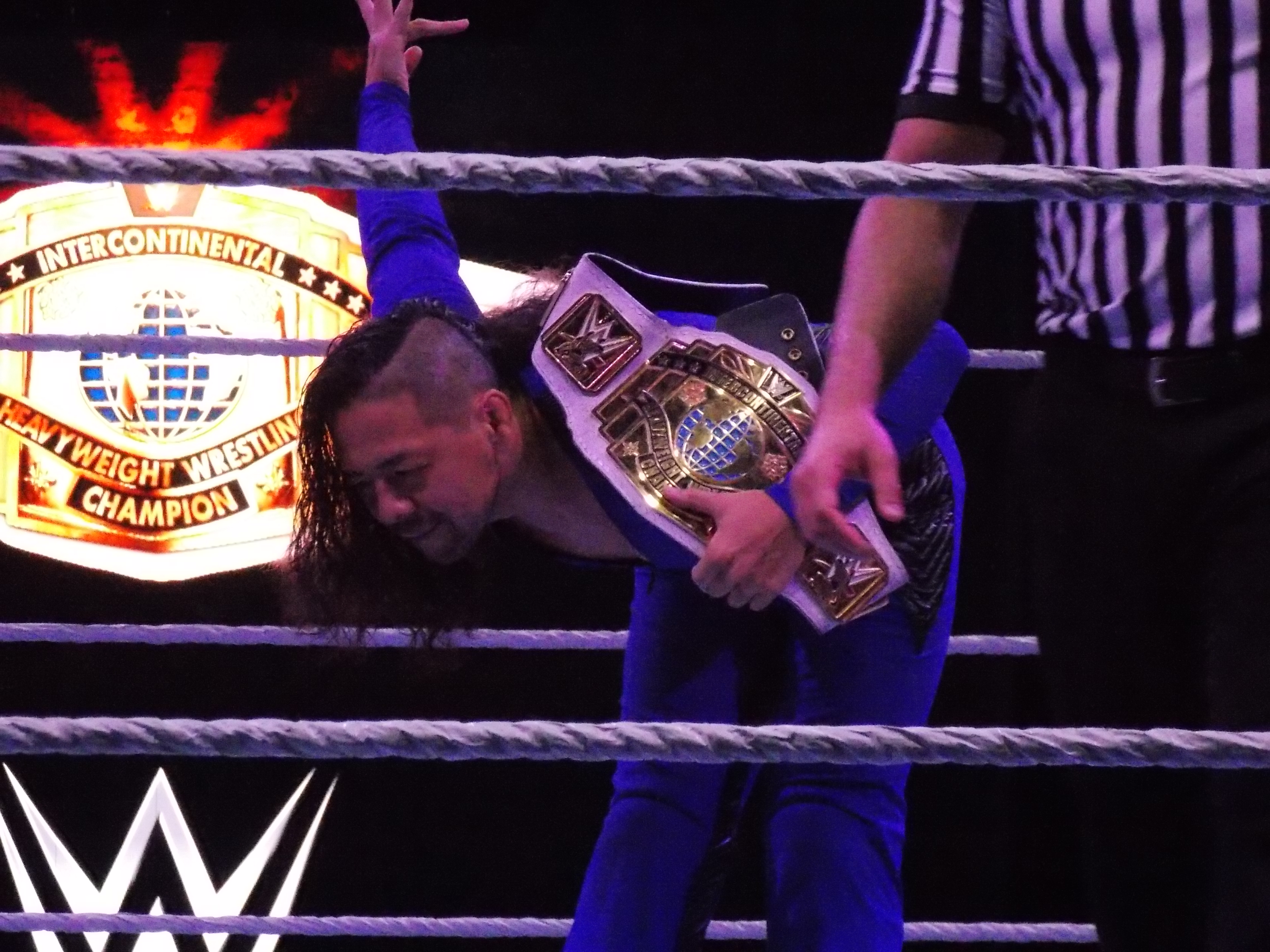
Nakamura con l'Intercontinental Championship, titolo che ha detenuto due volte

  - Match of the Year (2016) - vs. Sami Zayn a NXT TakeOver: Dallas
- New Japan Pro-Wrestling
  - IWGP Heavyweight Championship (3)
  - IWGP Intercontinental Championship (5)
  - IWGP Tag Team Championship (1) – con Hiroshi Tanahashi
  - IWGP U-30 Openweight Championship (1)
  - NWF Heavyweight Championship (1)
  - 10.000.000 Yin Tag Tournament (2004) – con Hiroyoshi Tenzan
  - G1 Climax (2011)
  - G1 Tag League (2006) – con Masahiro Chono
  - National District Tournament (2006) – con Koji Kanemoto
  - New Japan Cup (2014)
  - Teisen Hall Cup Six Man Tag Team Tournament (2003) – con Hiro Saito e Tatsutoshi Goto
  - Yuko Six Man Tag Team Tournament (2004) – con Blue Wolf e Katsuhiko Nakajima
  - Heavyweight Tag MVP Award (2005) - con Hiroshi Tanahashi
  - New Wave Award (2003)
  - Tag Team Best Bout (2004) - con Hiroyoshi Tenzan vs. Katsuyori Shibata e Masahiro Chono il 24 ottobre
  - Technique Award (2004)
- Nikkan Sports
  - Outstanding Performance Award (2003)
  - Technique Award (2012)
  - Match of the Year Award (2014) - vs. Kazuchika Okada
- Pro Wrestling Illustrated
  - Most Popular Wrestler of the Year (2016)
  - 5º tra i 500 migliori wrestler singoli nella PWI 500 (2015)
- Rolling Stone
  - Most Improbably Awesome Match of the Year (2017) - Team Raw vs. Team SmackDown a Survivor Series
- Tokyo Sports
  - Rookie of the Year Award (2003)
  - Technique Award (2012)
  - Best Bout Award (2013) - vs. Kōta Ibushi il 4 agosto
  - Best Bout Award (2014) - vs. Kazuchika Okada il 10 agosto
- WWE
  - WWE United States Championship (3)
  - NXT Championship (2)
  - WWE Intercontinental Championship (2)
  - WWE SmackDown Tag Team Championship (1) – con Cesaro
  - Royal Rumble (edizione 2018)
  - NXT Year-End Award (2)
    - Male Competitor of the Year (edizione 2016)
    - Overall Competitor of the Year (edizione 2016)
- Wrestling Observer Newsletter
  - Most Charismatic (2014, 2015)
  - Wrestler of the Year (2014)
  - Pro Wrestling Match of the Year (2015) - vs. Kōta Ibushi il 4 gennaio
  - Wrestling Observer Newsletter Hall of Fame (2015)